# Sergej Bakulin
Sergej Vasil'evič Bakulin (in russo Сергей Васильевич Бакулин?; Insar, 13 novembre 1986) è un marciatore russo.
È stato campione mondiale di marcia 50 km a Taegu 2011, titolo che gli è stato successivamente revocato causa doping.
A causa di violazioni nel passaporto biologico, nell'agosto del 2019 l'atleta russo è stato squalificato per 8 anni. Bakulin potrà tornare alle competizioni solo dopo l'aprile del 2027.

## Palmarès
| Anno | Manifestazione   | Sede       | Evento       | Risultato | Prestazione | Note                          |
| ---- | ---------------- | ---------- | ------------ | --------- | ----------- | ----------------------------- |
| 2006 | Europei          | Göteborg   | Marcia 20 km | 5º        | 1h20'50"    |                               |
| 2007 | Europei under 23 | Debrecen   | Marcia 20 km | Bronzo    | 1h23'33"    |                               |
| 2009 | Universiadi      | Belgrado   | Marcia 20 km | Oro       | 1h20'52"    | Record delle Universiadi      |
| 2010 | Europei          | Barcellona | Marcia 50 km | Bronzo    | 3h43'26"    | Miglior prestazione personale |
| 2011 | Mondiali         | Taegu      | Marcia 50 km | dq        | dq          |                               |
| 2012 | Giochi olimpici  | Londra     | Marcia 50 km | dq        | dq          |                               |

## Altre competizioni internazionali
2006
- 6º in Coppa del mondo di marcia ( La Coruña), marcia 20 km - 1h20'10"

2010
- 7º in Coppa del mondo di marcia ( Chihuahua), marcia 20 km - 1h24'05"